# Giuseppe Lipparini

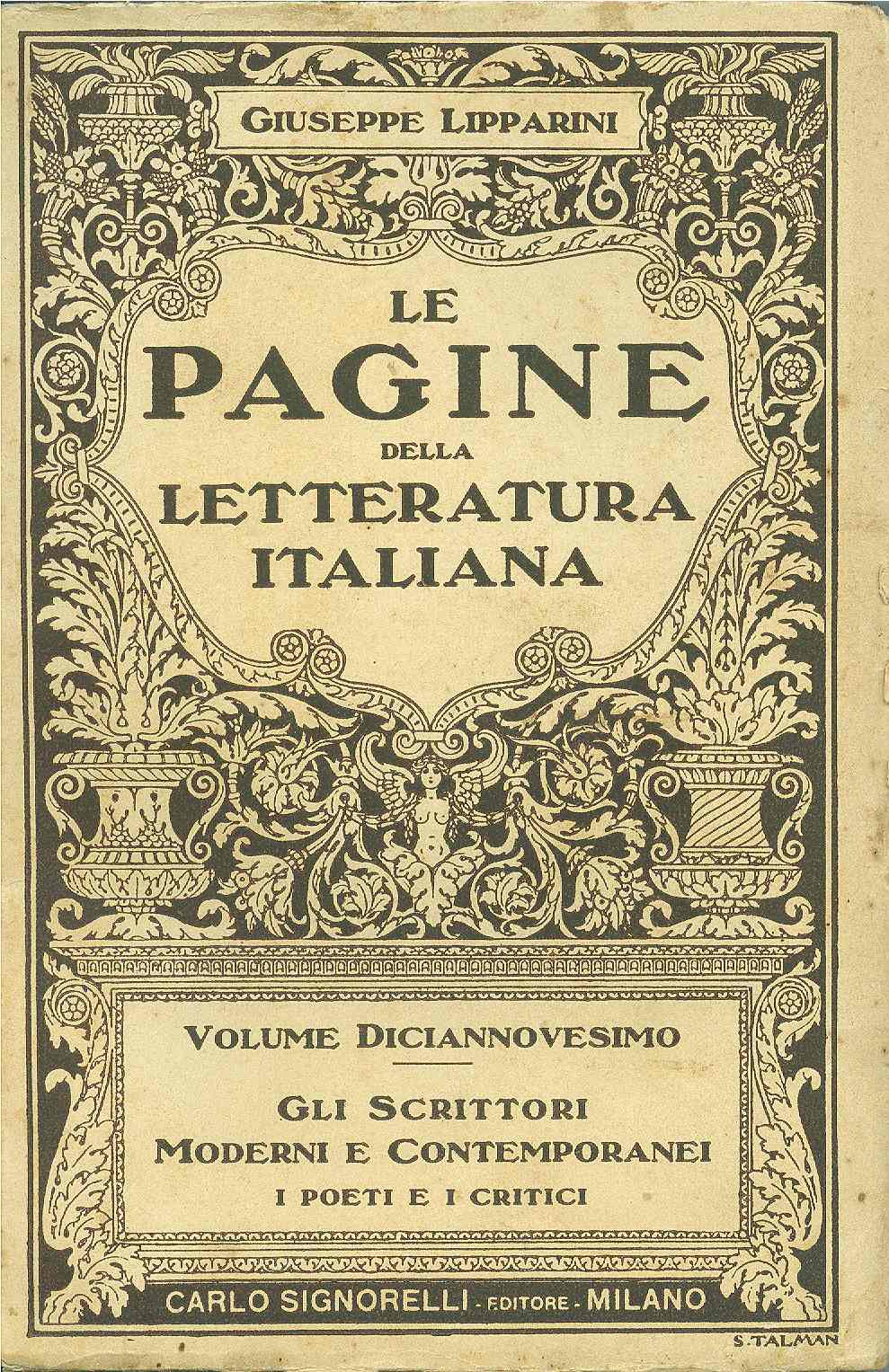
Le pagine della letteratura italiana de G. Lipparini, éditions C. Signorelli, Milan, 1925.

Giuseppe Lipparini, né le 2 septembre 1877 à Bologne et mort dans la même ville en 1951, est un critique littéraire, poète et écrivain italien.

## Biographie
Giuseppe Lipparini a exercé comme professeur de littérature italienne à Urbino, à Matera et à Palerme, puis enseigné l'histoire de l'art à l'Académie des beaux-arts de Bologne. Il a également été journaliste pour Athena (it), pour Il Resto del Carlino, pour la Corriere della Sera et pour Il Messaggero. Il a en outre été président de l'académie des beaux-arts et président de 1915 à 1945 de l'association pour les arts Francesco Francia de Bologne.

## Œuvre et style
Giuseppe Lipparini appartient au néoclassicisme, mouvement littéraire qui cherchait à représenter la réalité, exaltant les valeurs des écrivains latins et de l'humanisme et se proposait de conserver la tradition littéraire italienne de Dante à Leopardi. Comme d'autres poètes du début du XXe siècle, il a cherché à faire des poèmes qui rappellent le lyrisme de Giovanni Pascoli. Il a écrit aussi bien des poèmes que des articles, des romans, ou des ouvrages critiques et scolaire.
Avec son roman Il signore del tempo, publié à l'origine en feuilleton dans Il Carlino en 1902 et publié en volume en 1904, c'est un des précurseurs de la science-fiction en Italie. Le roman décrit l'invention d'un chronoscope, un procédé photographique spécial qui permet de voir dans le passé, et des conséquences dramatiques pour son inventeur.

## Publications (liste partielle)

### Poésie
- Sogni, Bologne, 1898
- I canti di Mèlitta, Ancône, G. Puccini, 1910
- Stato d'animo, Bologne, 1918

### Romans
- L'osteria delle tre gore, Giovanni Puccini e Figli, Ancône, 1911
- Il signore del tempo, Remo Sandron, Milan, 1904 (publié à l'origine comme supplément de Il Carlino, 1902)[3], traduit en français par F. Roussille et publié en feuilleton dans la revue Les annales littéraires et politiques en 1909 sous le titre Le Maître du temps.
- Le fantasie della giovane Aurora, Vallecchi, Florence, 1920
- I 4 fanti - romanzo del dopoguerra, Vallecchi, Florence, 1921

### Recueils de nouvelles
- Calze di seta (nouvelles), Vitagliano, Milan, 1920
- I racconti di Cutigliano, 1930

### Recueils d'articles
- Passeggiate, Florence, 1923
- Divertimenti, Milan, 1930
- Convito, Milan, 1939

### Essais, monographies et ouvrages scolaires
- Virgilio, l'uomo, l'opera, i tempi, 1925
- Le pagine della letteratura italiana, Carlo Signorelli, Milan, 1925
- Boccaccio, Florence, 1928
- Oriani, Turin, 1937
- Pascoli, Milan, 1938
- Il fiore di lingua - Regole pratiche ed esercizi di grammatica, Carlo Signorelli, Milan, 1940
- Grammatica italiana, Carlo Signorelli, Milan
- Epos Italico, letture dalla Gerusalemme liberata e dall'Orlando Furioso, Carlo Signorelli, Milan
- Figure ed episodi della Divina Commedia, Carlo Signorelli, Milan
- Aprile, Carlo Signorelli, Milan, 1946
- L'Accademia di Belle Arti e l'Accademia Clementina di Bologna, Minerva, Bologne
- Arte e stile, tavole schematiche di stilistica e letteratura per gli alunni delle Scuole Medie, Carlo Signorelli, 1930